# Hemmen (Gelderland)

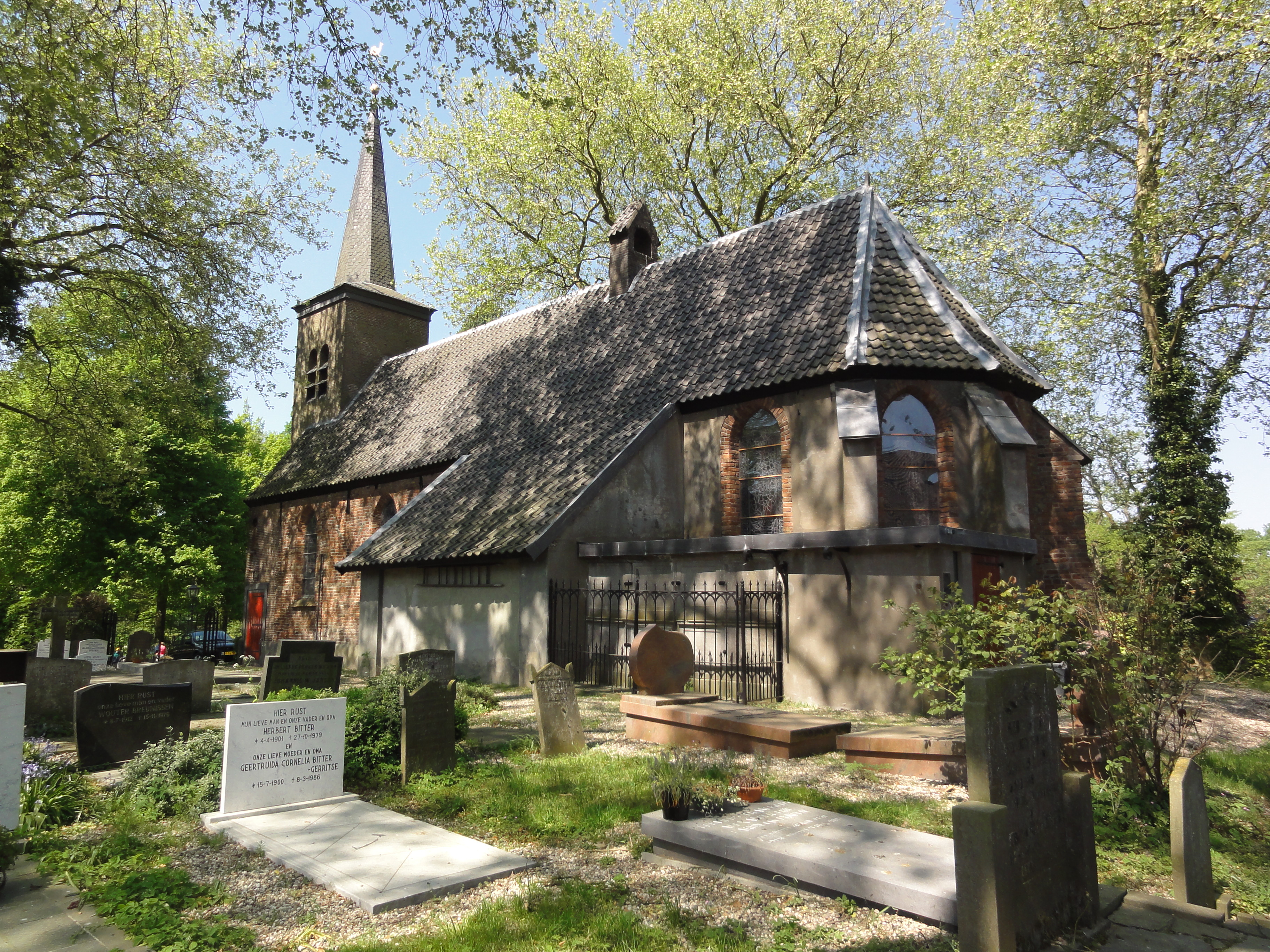
Hervormde Kerk

Hemmen is een dorpje in de Nederlandse gemeente Overbetuwe, gelegen in de provincie Gelderland.

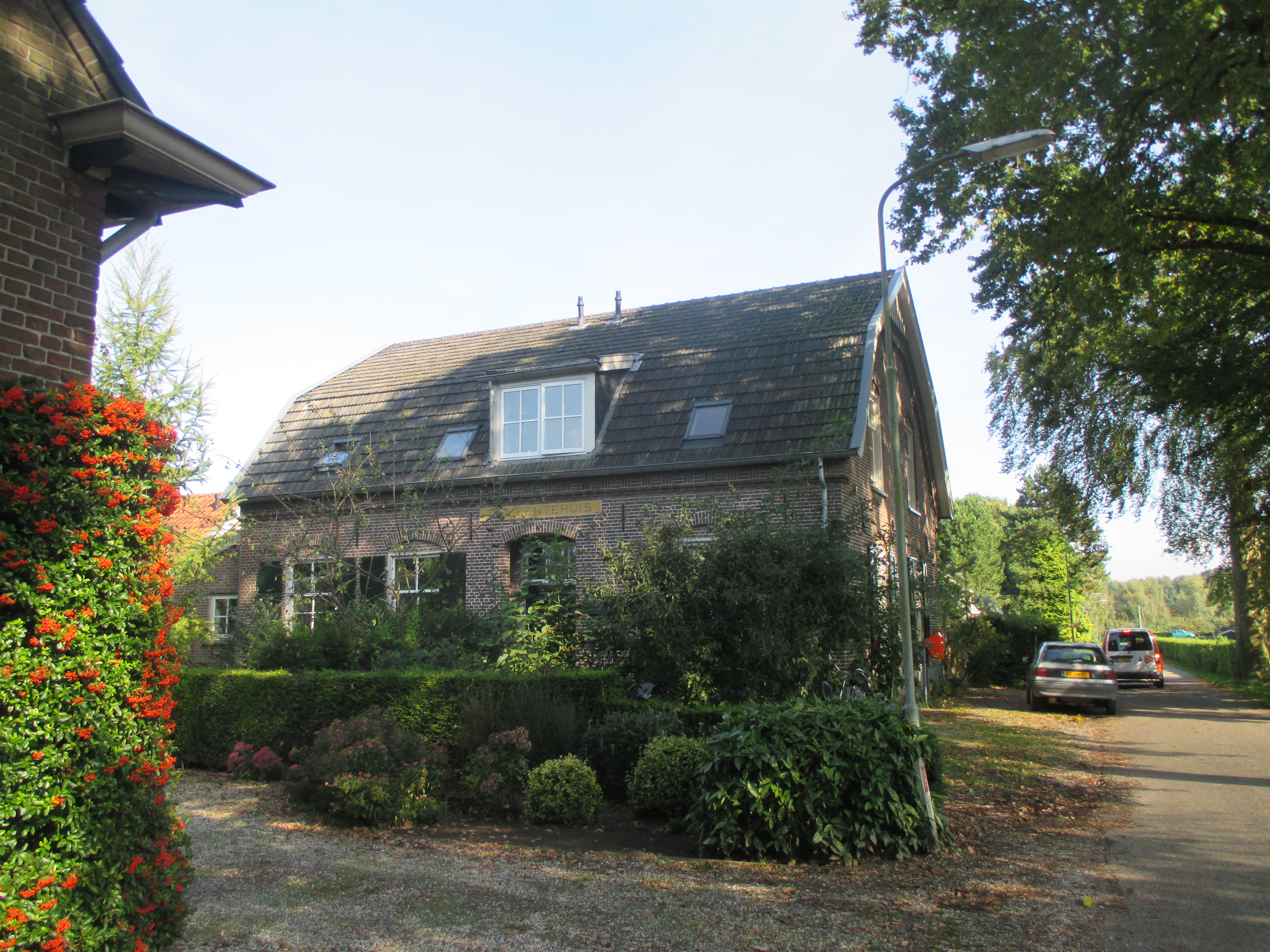
Voormalige gemeentehuis als deel van het gecombineerde gemeentehuis en hulppostkantoor te Hemmen

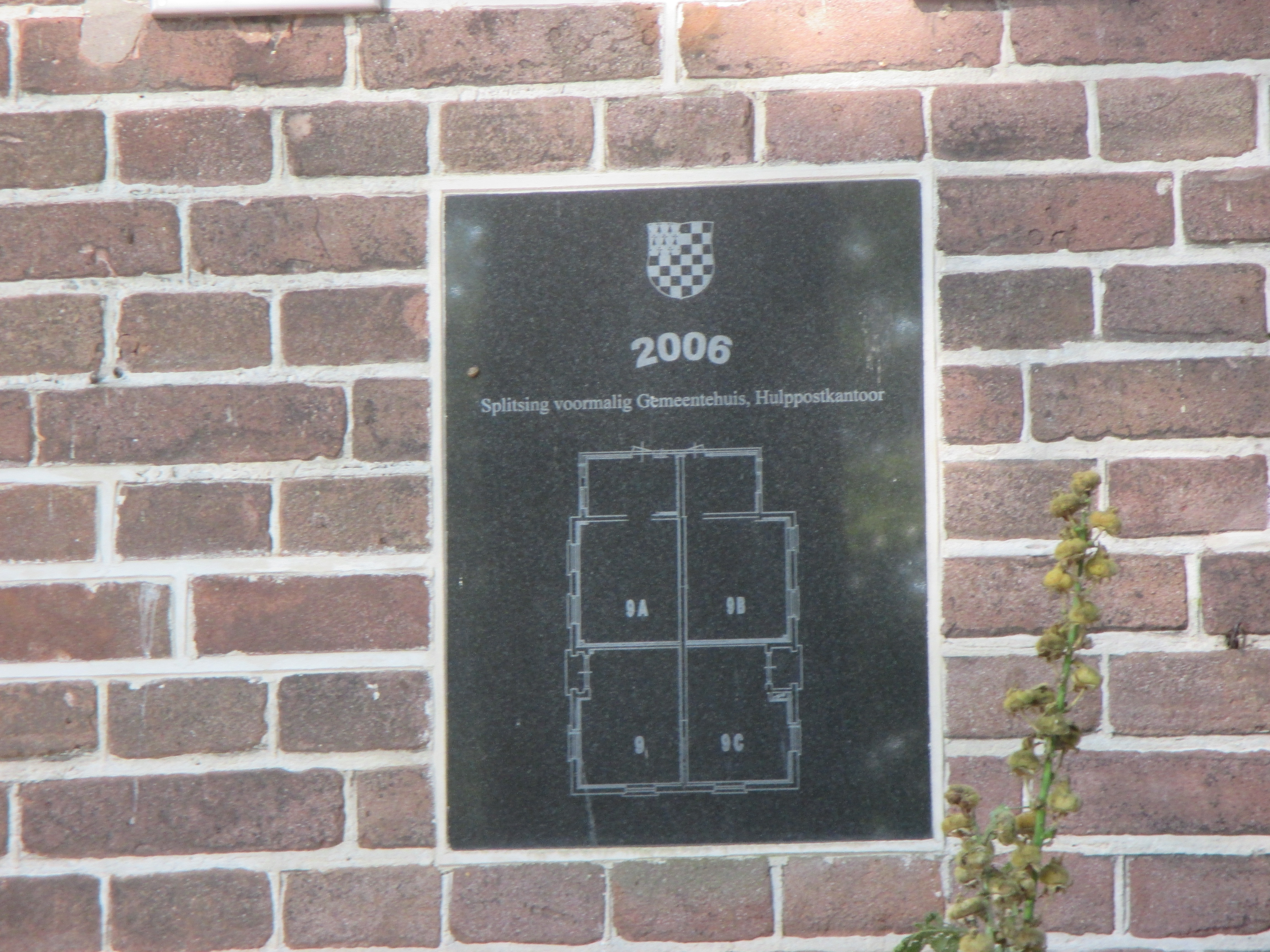
Gevelteken op het voormalige gecombineerde gemeentehuis en hulppostkantoor te Hemmen

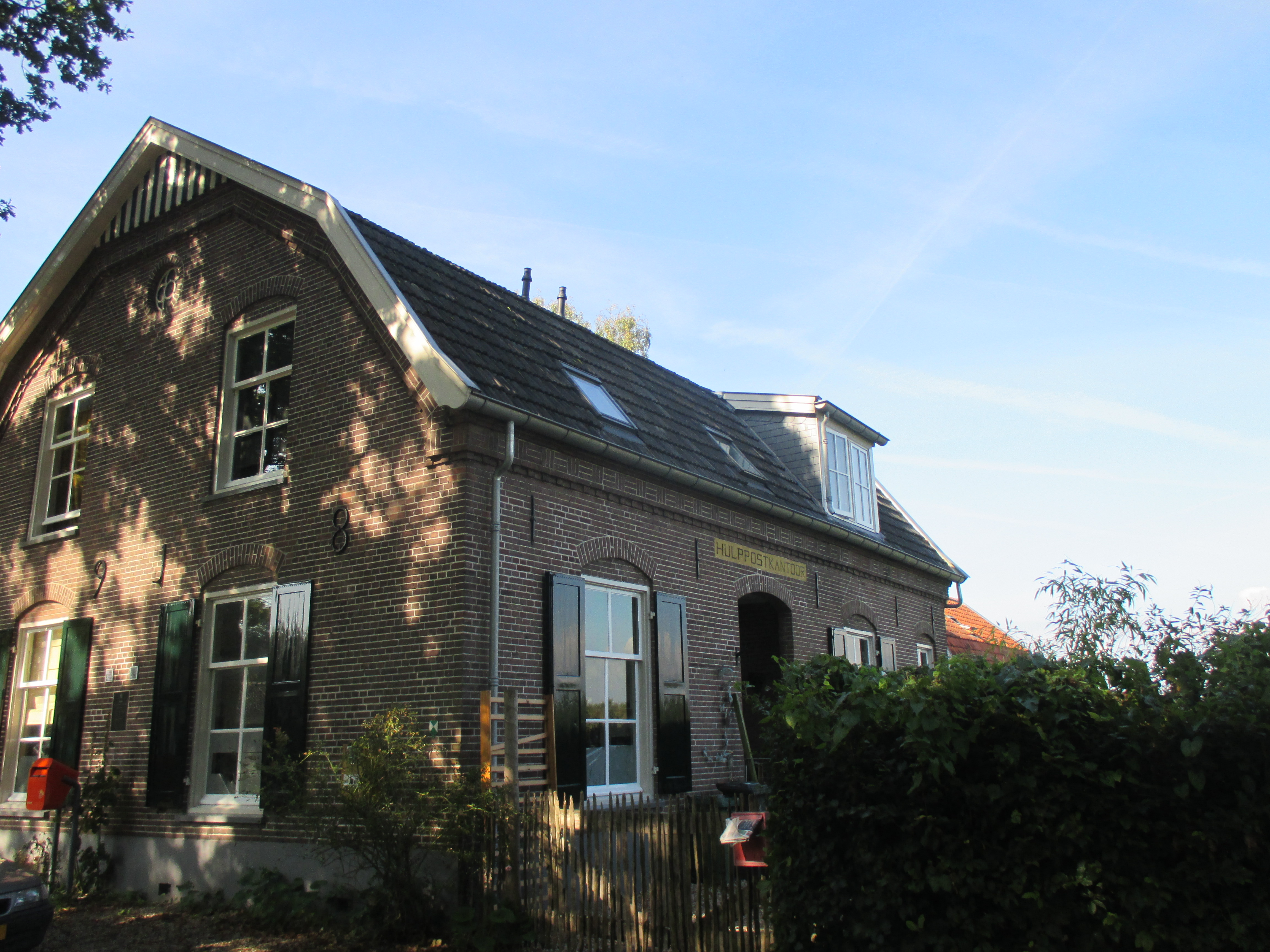
Voormalige hulppostkantoor als deel van het gecombineerde gemeentehuis en hulppostkantoor te Hemmen

## Geschiedenis
In 1188 wordt melding gemaakt van een goed te Hemmen. De gelijknamige heerlijkheid kwam eind 14e eeuw in bezit van het geslacht Van Lynden, toen Elisabeth van Doornick in 1375 trouwde met ridder Steven van Lynden. Dit geslacht bleef in bezit van de heerlijkheid Hemmen tot aan 1931, toen Frans Godard van Lynden van Hemmen - de laatste telg uit het geslacht - kinderloos overleed. Zijn goederen gingen bij testament over naar Het Lijndensche Fonds voor Kerk en Zending.
De mairie Hemmen uit de jaren 1811-1813 werd in 1814 omgevormd tot de gemeente Hemmen. Deze gemeente omvatte naast Hemmen de dorpen Andelst, Indoornik, Lakemond, Randwijk en Zetten. De heer van Hemmen verzette zich tegen inlijving bij het nieuw in te stellen schoutambt Valburg en bood aan voor de kosten te betalen. Vanaf 1 januari 1818 werd het schoutambt Hemmen ingesteld, dat slechts uit het dorp Hemmen bestond. In 1825 werd het schoutambt opgeheven en ging verder als gemeente Hemmen tot 1955. De gemeente Hemmen werd 1 juli 1955 opgeheven. Het grootste gedeelte werd bij de gemeente Valburg gevoegd, het kleinste gedeelte kwam bij Dodewaard.
Aan het eind van de Tweede Wereldoorlog lag Hemmen in de frontlinie. In september 1944 dacht het dorp bevrijd te zijn, maar de Engelse troepen trokken zich terug. In november moesten de bewoners evacueren en kwam een deel van Hemmen onder water te staan. De Duitsers maakten van het kasteel een zwaarbewapende vesting. Toen in januari 1945 Canadese troepen Hemmen bereikten, werd er hevig gevochten om het kasteel in geallieerde handen te krijgen. Na afloop van de strijd was het kasteel vrijwel verwoest.

## Geboren
- Gisbert Cuper (1644-1716), oud-historicus en politicus
- Willem Egeling (1791-1858), arts en drankbestrijder
- Frans Godard baron van Lynden van Hemmen (1836-1931), burgemeester van Hemmen (1862-1877)

## Bezienswaardigheden
- Het belangrijkste monument is de Hervormde Kerk, gebouwd in gotische stijl.
- Van het vroegere kasteel Hemmen (verwoest in de Tweede Wereldoorlog) rest alleen nog het kasteelpark.